# 三乡河
三乡河，又称大河，位于中国云南省中部，是扒河左岸支流，发源于峨山彝族自治县甸中镇东南浪泥箐山北麓，西北流经甸中镇镜湖村、甸中社区、小甸中村、白土村等村，至易门县十街彝族乡西北入扒河。全长38.7公里，流域面积293.6平方公里。